# Ignatz Urban
Ignatz Urban (Warburg, 7 januari 1848 – Berlijn, 7 januari 1931) was een Duitse botanicus. Hij studeerde filologie en natuurwetenschappen aan de Rheinische Friedrich-Wilhelms-Universität in Bonn en de Humboldt-Universität zu Berlin, waar hij in 1873 onder hoogleraar Paul Friedrich August Ascherson promoveerde. Van 1873 tot 1878 was hij leraar in Berlin-Lichterfelde. Gedurende deze periode publiceerde hij artikelen over de lokale flora van Berlin-Lichterfelde en over het geslacht Medicago.
In 1878 werd hij hoofd-assistent aan de botanische tuin van Berlin-Schöneberg. In 1883 werd hij gepromoveerd tot conservator van de botanische tuin. Na de dood van directeur August Wilhelm Eichler was hij interim-directeur van 1887 tot 1889 toen Adolf Engler aantrad als directeur. Van 1889 tot 1913 was hij assistent-directeur van het botanische museum van de Botanischer Garten Berlin en voerde hij de titel professor. Als zodanig was hij betrokken bij de verhuizing van de botanische tuin van het huidige Heinrich-von-Kleistpark in Berlin-Schöneberg naar Berlin-Dahlem (tussen 1899 en 1910).
Urban was gespecialiseerd in de flora van tropisch Zuid-Amerika en de Cariben. Hij heeft vele plantensoorten uit die regio een officiële beschrijving gegeven. Een van de bekendste soorten die door hem voor het eerst is beschreven, is Passiflora tulae. Ellsworth Paine Killip heeft Passiflora urbaniana naar hem vernoemd.
Ter aanduiding van botanische namen die Urban heeft gepubliceerd wordt de afkorting Urb. gebruikt.
- Biblioteca Nacional de España: XX1471468
- Bibliothèque nationale de France: cb10257776d (data)
- Author citation (botany): Urb.
- CiNii: DA14421801
- Gemeinsame Normdatei: 117314390
- International Standard Name Identifier: 0000 0000 8114 5615
- Library of Congress Control Number: n82078015
- Nationale Bibliotheek van Tsjechië: mub2015868940
- Nationale Bibliotheek van Israël: 987007574294105171
- Nederlandse Thesaurus van Auteursnamen: 114402442
- LIBRIS: 336998
- SNAC: w6w41h6j
- Système universitaire de documentation: 10146942X
- Museum of New Zealand Te Papa Tongarewa: 50672
- Trove: 829852
- Virtual International Authority File: 35230910
- WorldCat: E39PBJkMPgBVbkv6MW6hxghT73